# Elisabetta di Regenstein-Blankenburg
Elisabetta di Regenstein-Blankenburg (Regenstein, 1542 – Quedlinburg, 20 luglio 1584) è stata una religiosa tedesca.

## Biografia
Elisabetta proveniva dalla famiglia dei conti di Regenstein ed era nello specifico la figlia del conte Ulrico X di Regenstein-Blankenburg (1489-1551) e della sua seconda moglie Maddalena di Stolberg che perse la vita nel 1546 durante l'incendio del castello di Blankenburg.
Dopo aver intrapreso la carriera ecclesiastica, nel 1565 Elisabetta divenne coadiutrice dell'Abbazia di Quedlinburg ed il 5 marzo 1574, un giorno dopo la morte della badessa Anna II di Stolberg, divenne il suo successore alla carica di guida del monastero. Il patrono della Congregazione, l'elettore Augusto I di Sassonia, inizialmente si dimostrò contrario alla sua elezione, ma poi finì per confermare la badessa dopo alcuni negoziati tra i quali si stabilì la conoscenza preventiva delle candidate all'elezione da parte del patrono (il che nei secoli successivi avrebbe la maggior parte delle volte condizionato l'esito dell'elezione stessa a favore di una candidata favorevole o imparentata con gli elettori).
Per combattere il debito crescente accumulato negli anni dall'abbazia, fu la stessa badessa a proporre il cosiddetto Münzenberger Vorwerk ovvero la coniazione di un maggiore numero di monete per combattere l'inflazione.
Elisabetta morì il 20 luglio 1584 e la sua salma venne sepolta successivamente nel cimitero dell'Abbazia di Quedlinburg.